# Eatoniella pfefferi
Eatoniella pfefferi is een slakkensoort uit de familie van de Eatoniellidae. De wetenschappelijke naam van de soort is voor het eerst geldig gepubliceerd in 1909 door Suter.